# Мікмаки

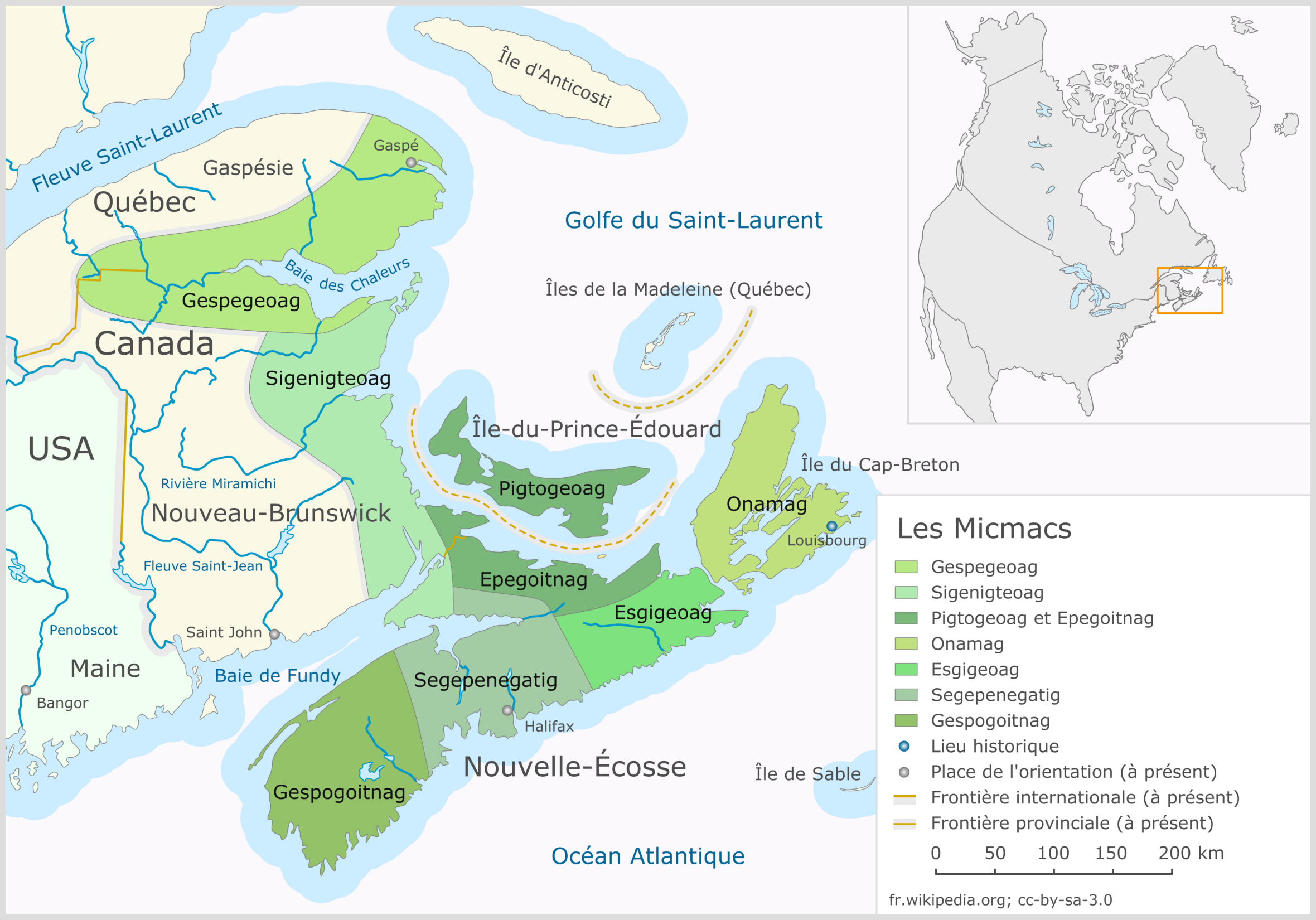
Мікмаки

Мікма́ки (англ. Mi'kmaq, фр. Micmacs чи, рідше, фр. Micmaques, мікмакською мовою — Mi'kmaq / Mi'gmaq) — індіанський народ на сході Канади, один з алгонкінських народів.
Мікмаки живуть у Квебеку та Новому Брансвіку (біля затоки Шальор), Новій Шотландії, острові Принца Едварда та у провінції Ньюфаундленд і Лабрадор.

## Історія
Кілька століть тому мікмаки були кочівниками. Вони годувалися полюванням, рибною ловлею та збиранням ягід. Жили у вігвамах.
З утворенням французької колонії Акадія (1604), почалася торгівля і співробітництво поміж колоністами та мікмаками. Католицьким місіонерам вдалося охрестити вождя Мембарту (Membertou) та його родину. Після 1710 року, коли Акадія відійшла до Великої Британії, мікмаки вели війну проти англійців. У 1725—1779 роках мікмаки підписали кілька мирних угод з Англією. Проте, британські колоністи часто конфісковували їхні землі без компенсації.
До переходу на сучасну латинську абетку мікмаки користувалися оригінальною мнемонічно-ідеографічною писемністю мікмак, яку реформував у 17 ст. католицький місіонер Кретьєн Ле Клерк з метою запису молитов.

## Сьогодення
Чисельність мікмаків — 20 000 осіб. Приблизно третина з них (переважно, старші люди) все ще вживає мікмакську мову. Більшість мікмаків частіше за все говорить англійською. У Новій Шотландії жовтень оголошено «місяцем мікмакської історії».